# Dev Patel
Dev Patel (n. 23 aprilie 1990) este un actor britanic, de origine indiană, cunoscut în special pentru rolul jucat în filmul Vagabondul milionar.
S-a născut în burgul Harrow din Londra, iar ambii săi părinți erau din Nairobi. 
Deoarece în copilărie a fost foarte energic, mama sa l-a îndrumat spre cursuri de arte marțiale pentru a-i canaliza corect energia. Și-a început cariera de actor în 2006, jucând în serialul de televiziune Skins, apărând ca Anwar Kharral în generația întâi a serialului britanic.

## Filmografie
- Vagabondul milionar (2008)
- Saroo: Drumul spre casă (2016)
- Hotelul Marigold (2015)
- Omul care a cunoscut infinitul (2015)
- Cavalerul Verde(2021)